# Piper virgultorum
Piper virgultorum är en pepparväxtart som beskrevs av C. Dc.. Piper virgultorum ingår i släktet Piper och familjen pepparväxter. Inga underarter finns listade i Catalogue of Life.